# 朱伺
朱伺（?—?），字仲文，晉朝安陆人。
早年为吴国牙门将陶丹给使。三國魏滅吳，遷江夏，历任骑部曲督、绥夷都尉。善于水战，陶侃率朱伺及各部军马平定陈敏、陈恢之乱，以功封亭侯。有胆识，但不善言谈，不知诗书。以谦恭著称。建兴元年（313年）八月，隨陶侃討杜弢有功，用铁面具自卫。楊珉問朱伺為何常取勝？朱伺回答說:“兩敵相對，唯當忍之；彼不能忍，我能忍，是以勝耳。”累加广威将军。
建武元年（317年），杜曾请降，并请求攻击第五猗所在的襄阳，用来赎罪。朱伺告訴王廙：“杜曾是奸猾之贼，表面上做出向西进兵的假态，以迷惑众心，想引诱官军专心西进。”王廙固执己见，以為朱伺老怯，遂去荊州，留長史劉浚守揚口壘（湖北省潜江市）。不久，杜曾果然引兵攻陷揚口壘，王廙得知中計，才命令朱伺返回，朱伺的部队刚抵营门，就被杜曾所包围。荆州旧将领马隽跟郑攀同叛，此次随杜曾作战。朱伺的部将主张把马隽的妻子脸皮剥下来，但朱伺拒絶。杜曾攻破北门，朱伺身负重伤，败退到船上，下到船舱，敌人大呼：“贼帅在此！”情勢危急，朱伺下令沉船，朱伺在水底潜行五十多步，勉强逃脱。杜曾派人招撫朱伺，朱伺以年老拒絕。不久朱伺傷重而死。葬于甑山（湖北省汉川县东南）。

## 譯文
朱伺，字仲文，是晋朝安陸人。
早年為吳國牙門將陶丹差遣。 三國魏滅掉吳國，調任江夏，當時任騎部曲督、綏夷都尉。 對水上作戰，陶侃率領朱伺和各部兵馬平定陳敏、陳恢的混亂，因功勞被封為亭侯。 有膽識，只是不善於言談，不知道《詩》、《書》。 以謙恭著稱。 建興元年（313年）八月，隨著陶侃討伐杜强有功績，用鐵面具自衛。 楊瑉問朱伺為什麼經常取勝？ 朱伺回答說：“兩軍相對，只有當能忍受的；他們不能忍受，我能忍受，因此勝利罷了。” 累加廣威將軍。
建武元年（317年），杜曾請求投降，並請求攻擊第五猗所在的襄陽，用來贖罪。 朱伺告訴王廙之：“杜曾是狡猾的敵人，表面上做出來向西進兵的假態，用以迷惑人心，想引誘官軍專心西進。” 王廙之固執己見，認為朱伺年老膽怯，於是去荊州，留下長史劉浚鎮守揚口壁壘（湖北省潜江市）。 時間不長，杜曾果然率兵攻陷揚口壁壘，王廙之得知中計算，才命令朱伺返回，朱伺的部隊剛到營門，就被杜曾所包圍。 荊州舊將領馬隽跟鄭攀同背叛，這次隨杜曾作戰。 朱伺的部將主張把馬隽的妻子臉皮剝下來，但朱伺拒絕。 杜曾攻陷北門，朱伺身負重傷，敗退到船上，下到船船艙，敵人大喊：“賊帥在此！” 形勢危急，朱伺下令沉船，朱伺在水下潜行五十多步，勉强逃脫。 杜曾派人招降安撫朱伺，朱伺以年老為由拒絕。 不久朱伺傷重死去。 葬在甑山（湖北省漢川縣東南）。

## 延伸阅读
[在维基数据编辑]
 《晉書·卷081》，出自房玄齡《晉書》